# بيتر رينولدز
بيتر رينولدز (بالإنجليزية: Peter Reynolds)‏ هو ممثل بريطاني (وحمل سابقاً جنسية المملكة المتحدة لبريطانيا العظمى وأيرلندا)، ولد في 16 أغسطس 1926 في المملكة المتحدة، وتوفي في 24 أبريل 1975 في أستراليا.

## أعمال

### أفلام
- (1953) الرداء

## وصلات خارجية
- بيتر رينولدز على موقع IMDb (الإنجليزية)
- بيتر رينولدز على موقع ألو سيني (الفرنسية)
- بيتر رينولدز على موقع أول موفي (الإنجليزية)
- بيتر رينولدز على موقع قاعدة بيانات الأفلام السويدية (السويدية)
- بيتر رينولدز على موقع قاعدة بيانات الفيلم (الإنجليزية)
- بيتر رينولدز على موقع كينوبويسك (الروسية)